# Franz Windirsch
Franz Windirsch (23. března 1877 Kadaň – 22. dubna 1969 Friedberg) byl československý politik německé národnosti, meziválečný poslanec Národního shromáždění, zemědělský odborník a pedagog.

## Biografie
Narodil se roku 1877 v Kadani jako syn živnostníka a zemědělce. Vystudoval národní školu a zemědělskou střední školu v Kadani, pak vyšší reálnou školu v Chomutově a Vysokou školu zemědělskou ve Vídni. Od roku 1903 působil jako učitel na zemědělských školách. Od roku 1914 byl ředitelem zemědělské školy v Liberci a vedoucím okresního zemědělského a lesnického svazu v Liberci. Podle údajů k roku 1929 byl povoláním ředitelem hospodářské odborné školy v Liberci.
V parlamentních volbách v roce 1920 získal za Německý svaz zemědělců (BdL – němečtí agrárníci) poslanecké křeslo v Národním shromáždění. Mandát obhájil v parlamentních volbách v roce 1925 a parlamentních volbách v roce 1929. Ve volbách roku 1929 kandidoval za koalici Německé volební společenství, do níž vstoupil jeho domovský Německý svaz zemědělců a dvě menší strany: Karpatoněmecká strana a Německé pracovní a volební společenství.
Od října 1926 byl předsedou klubu poslanců a senátorů BdL. V rámci Německého svazu zemědělců patřil k národovecky orientovanému křídlu, které bylo kritické k československému státu i k účasti strany ve vládní koalici a oponovalo politice Franze Spiny. V roce 1931 se ovšem v parlamentu vyjádřil na podporu republiky a deklaroval loajalitu německé menšiny, včetně loajality k československé armádě, za což sklidil kritiku od radikálů z DNSAP.
V květnu 1929 byl zvolen prezidentem německé sekce zemské zemědělské rady v Čechách poté, co zemřel její dosavadní prezident Theodor Zuleger. Již předtím byl od prosince 1927 viceprezidentem německé sekce a zároveň předsedou výboru pro subvence, správní a personální záležitosti. V zemské zemědělské radě se angažoval od roku 1911, kdy do ní nastoupil za soudní okres Jaroměř. Mandát v ní složil v roce 1914 po svém jmenování ředitelem školy. Vrátil se do ní roku 1919, nyní za soudní okres Liberec-město. Od roku 1925 v radě zastupoval okres Liberec-venkov.
Od ledna 1939 se (se zpětnou účinností od prosince 1938) stal členem NSDAP. Po druhé světové válce nebyl zpočátku vysídlen a byl ponechán v Československu až do roku 1960, kdy přišel do Západního Berlína. V letech 1960–1969 bydlel s manželkou v hesenském Bad Nauheim. 18. února 1969 se přestěhoval do Friedbergu v Hesensku, kde 22. dubna 1969 zemřel.